# Superpartenaire
 (avril 2012).
Si vous disposez d'ouvrages ou d'articles de référence ou si vous connaissez des sites web de qualité traitant du thème abordé ici, merci de compléter l'article en donnant les références utiles à sa vérifiabilité et en les liant à la section « Notes et références ».
En physique des particules, le superpartenaire est une particule virtuelle appariée par la supersymétrie.

## Description
À chaque particule est associée un superpartenaire. Les propriétés du superpartenaire sont tout à fait semblables à la particule qui lui est associée, excepté son spin : celui du superpartenaire diffère de son associé d'une demi-unité. Autrement dit, chaque particule de spin 1/2 est associée à un superpartenaire de spin 0 ; chaque particule de spin 1 est associée à une particule de spin 1/2.
Par exemple, les quarks, dont le spin est invariablement égal à 1/2, sont associés à des superpartenaires, les « squarks », de spin nul ; l'électron, également de spin 1/2, est associé à un superpartenaire de spin nul appelé le « sélectron » ; les bosons de jauge, c'est-à-dire les gluons, photons, bosons W et Z, de spin 1, sont apparentés à des superpartenaires de spin 1/2, appelés respectivement « gluinos », « photinos », « winos » et « zinos » ; etc.
Pour les particules qui ont un champ scalaire réel (comme l'axion), c'est un fermion qui lui est apparié si celui-ci a un second champ scalaire. Pour les axions, ces particules sont souvent référées aux « axinos » ou « saxion ».
En somme, il est plus commode de dire que la supersymétrie rallie les fermions aux bosons. Ainsi, chaque particule à spin entier est apparenté à un superpartenaire à spin demi-entier (le superpartenaire du fermion).

## Mise en évidence expérimentale
Les superpartenaires étant des particules censées être assez massives, les accélérateurs de particules actuels ne sont pas suffisamment puissants pour pouvoir les produire. Néanmoins, avec le LHC, nous pourrions être capables de fournir l'énergie nécessaire pour la mise en évidence des superpartenaires, et donc de la supersymétrie.

## Candidats à la matière noire
Les particules supersymétriques, en particulier les superpartenaires du photon, du boson Z et du boson de Higgs, sont des particules assez discrètes pour ne pas être aperçues. Elles constituent donc un modèle pour la matière noire à première vue cohérent avec la réalité. Celles-ci traverseraient donc la matière sans affecter leur mouvement d'aucune manière. En estimant le nombre de particules supersymétriques qui auraient pu être créées depuis le Big Bang, les physiciens ont estimé que leur masse devait valoir entre 100 et 1000 fois la masse du proton.  Or, il semblerait bien que les supercordes produisent des énergies pouvant engendrer des particules situées dans cette tranche.  Cela fait des superpartenaires des candidats prometteurs à la matière noire.